# Oscarsgalan 1962
Oscarsgalan 1962 som hölls 9 april 1962 var den 34:e upplagan av Oscarsgalan där det prestigefyllda amerikanska filmpriset Oscar delades ut till filmer som kom ut under 1961.

## Priskategorier

### Bästa film
Vinnare:
West Side Story - Robert Wise
Övriga nominerade:
Fanny - Joshua Logan
Kanonerna på Navarone - Carl Foreman
Fifflaren - Robert Rossen
Dom i Nürnberg - Stanley Kramer

### Bästa manliga huvudroll
Vinnare:
Dom i Nürnberg - Maximilian Schell
Övriga nominerade:
Fanny - Charles Boyer
Fifflaren - Paul Newman
Dom i Nürnberg - Spencer Tracy
The Mark - Stuart Whitman

### Bästa kvinnliga huvudroll
Vinnare:
La ciociara - Sophia Loren (närvarade inte vid ceremonin)
Övriga nominerade:
Frukost på Tiffany's - Audrey Hepburn
Fifflaren - Piper Laurie
Summer and Smoke - Geraldine Page
Feber i blodet - Natalie Wood

### Bästa manliga biroll
Vinnare:
West Side Story - George Chakiris
Övriga nominerade:
Dom i Nürnberg - Montgomery Clift
Fickan full av flax - Peter Falk
Fifflaren - Jackie Gleason
Fifflaren - George C. Scott (nekade nomineringen)

### Bästa kvinnliga biroll
Vinnare:
West Side Story - Rita Moreno
Övriga nominerade:
The Children's Hour - Fay Bainter
Dom i Nürnberg - Judy Garland
The Roman Spring of Mrs. Stone - Lotte Lenya
Summer and Smoke - Una Merkel

### Bästa regi
Vinnare:
West Side Story - Robert Wise, Jerome Robbins (första gången regipriset delades)
Övriga nominerade:
Det ljuva livet - Federico Fellini
Dom i Nürnberg - Stanley Kramer
Fifflaren - Robert Rossen
Kanonerna på Navarone - J. Lee Thompson

### Bästa originalmanus
Vinnare:
Feber i blodet - William Inge
Övriga nominerade:
Ballad om en soldat - Valentin Ezhov, Grigori Chukhrai
Il generale della Roveret - Sergio Amidei, Diego Fabbri, Indro Montanelli
Det ljuva livet - Federico Fellini, Tullio Pinelli, Ennio Flaiano, Brunello Rondi
Lover Come Back - Stanley Shapiro, Paul Henning

### Bästa manus efter förlaga
Vinnare:
Dom i Nürnberg - Abby Mann
Övriga nominerade:
Frukost på Tiffany's - George Axelrod
Kanonerna på Navarone - Carl Foreman
Fifflaren - Sidney Carroll, Robert Rossen
West Side Story - Ernest Lehman

### Bästa foto (färg)
Vinnare:
West Side Story - Daniel L. Fapp
Övriga nominerade:
Fanny - Jack Cardiff
Flower Drum Song - Russell Metty
A Majority of One - Harry Stradling Sr.
Revansch - Charles Lang

### Bästa foto (svartvitt)
Vinnare:
Fifflaren - Eugen Schüfftan
Övriga nominerade:
Den tankspridde professorn - Edward Colman
The Children's Hour - Franz Planer
Dom i Nürnberg - Ernest Laszlo
Ett, två, tre - Daniel L. Fapp

### Bästa scenografi (svartvitt)
Vinnare:
Fifflaren - Harry Horner, Gene Callahan
Övriga nominerade:
Den tankspridde professorn - Carroll Clark, Emile Kuri, Hal Gausman
The Children's Hour - Fernando Carrere, Edward G. Boyle
Dom i Nürnberg - Rudolph Sternad, George Milo
Det ljuva livet - Piero Gherardi

### Bästa scenografi (färg)
Vinnare:
West Side Story - Boris Leven, Victor A. Gangelin
Övriga nominerade:
Frukost på Tiffany's - Hal Pereira, Roland Anderson, Sam Comer, Ray Moyer
El Cid - Veniero Colasanti, John Moore
Flower Drum Song - Alexander Golitzen, Joseph C. Wright, Howard Bristol
Summer and Smoke - Hal Pereira, Walter H. Tyler, Sam Comer, Arthur Krams

### Bästa kostym (svartvitt)
Vinnare:
Det ljuva livet - Piero Gherardi
Övriga nominerade:
The Children's Hour - Dorothy Jeakins
Claudelle Inglish - Howard Shoup
Dom i Nürnberg - Jean Louis
Yojimbo – Livvakten - Yoshirô Muraki

### Bästa kostym (färg)
Vinnare:
West Side Story - Irene Sharaff
Övriga nominerade:
Babes in Toyland - Bill Thomas
Back Street - Jean Louis
Flower Drum Song - Irene Sharaff
Fickan full av flax - Edith Head, Walter Plunkett

### Bästa ljud
Vinnare:
West Side Story - Fred Hynes (Todd-AO SSD), Gordon Sawyer (Samuel Goldwyn SSD)
Övriga nominerade:
The Children's Hour - Gordon Sawyer (Samuel Goldwyn SSD)
Flower Drum Song - Waldon O. Watson (Revue SSD)
Kanonerna på Navarone - John Cox (Shepperton SSD)
Föräldrafällan - Robert O. Cook (Walt Disney SSD)

### Bästa klippning
Vinnare:
West Side Story - Thomas Stanford
Övriga nominerade:
Fanny - William Reynolds
Kanonerna på Navarone - Alan Osbiston
Dom i Nürnberg - Frederic Knudtson
Föräldrafällan - Philip W. Anderson

### Bästa specialeffekter
Vinnare:
Kanonerna på Navarone - Bill Warrington (visuella), Chris Greenham (hörbara)
Övriga nominerade:
Den tankspridde professorn - Robert A. Mattey, Eustace Lycett

### Bästa sång
Vinnare:
Frukost på Tiffany's - Henry Mancini (musik), Johnny Mercer (text) för "Moon River"
Övriga nominerade:
Ungkarl i paradiset - Henry Mancini (musik), Mack David (text) för "Bachelor in Paradise"
El Cid - Miklós Rózsa (musik), Paul Francis Webster (text) för "Love Theme from El Cid (The Falcon and the Dove)"
Fickan full av flax - Jimmy Van Heusen (musik), Sammy Cahn (text) för "Pocketful of Miracles"
Town Without Pity - Dimitri Tiomkin (musik), Ned Washington (text) för "Town Without Pity"

### Bästa filmmusik (musikal)
Vinnare:
West Side Story - Saul Chaplin, Johnny Green, Sid Ramin, Irwin Kostal
Övriga nominerade:
Babes in Toyland - George Bruns
Flower Drum Song - Alfred Newman, Ken Darby
Khovanshchina - Dmitri Shostakovich
Paris Blues - Duke Ellington

### Bästa filmmusik (komedi eller drama)
Vinnare:
Frukost på Tiffany's - Henry Mancini
Övriga nominerade:
El Cid - Miklós Rózsa
Fanny - Morris Stoloff, Harry Sukman
Kanonerna på Navarone - Dimitri Tiomkin
Summer and Smoke - Elmer Bernstein

### Bästa kortfilm
Vinnare:
Seawards the Great Ships -  (Templar Film Studios)
Övriga nominerade:
Ballon vole -  (Cine Documents)
The Face of Jesus - John D. Jennings
Rooftops of New York -  (McCarty-Rush-Gaffney)
Very Nice, Very Nice -  (National Film Board of Canada)

### Bästa animerade kortfilm
Vinnare:
Surrogat -  Zagreb Film
Övriga nominerade:
Jan Långben på vattenskidor - Walt Disney
Beep Prepared - Chuck Jones
Nelly's Folly - Chuck Jones
The Pied Piper of Guadalupe - Friz Freleng

### Bästa dokumentära kortfilm
Vinnare:
Project Hope - Frank P. Bibas
Övriga nominerade:
Breaking the Language Barrier -  (U.S. Army Air Force)
Cradle of Genius - Jim O'Connor, Tom Hayes
Kahl -  (Dido-Film-GmbH)
L'uomo in grigio - Benedetto Benedetti

### Bästa dokumentärfilm
Vinnare:
Le ciel et la boue - Arthur Cohn, René Lafuite
Övriga nominerade:
La grande olimpiade -  (Cineriz)

### Bästa utländska film
Vinnare:
Såsom i en spegel (Sverige)
Övriga nominerade:
Harry og kammertjeneren (Danmark)
Eien no hito (Japan)
Ánimas Trujano (El hombre importante) (Mexico)
Plácido (Spanien)

### Heders-Oscar
A Force in Readiness - William L. Hendricks för skapandet av marinkårsfilmen A Force in Readiness
Fred L. Metzler
Jerome Robbins

### Irving G. Thalberg Memorial Award
Stanley Kramer

### Jean Hersholt Humanitarian Award
George Seaton